# Józef Babiński

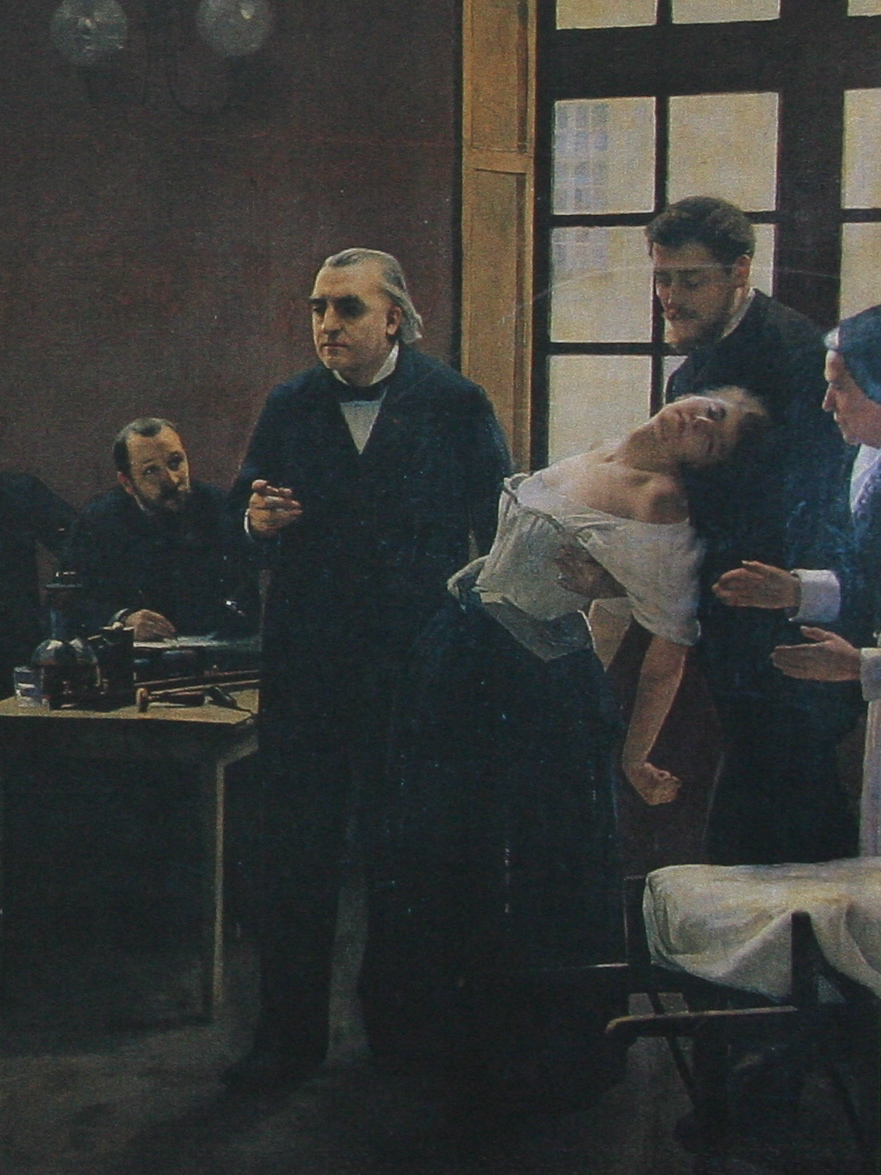
Fragment obrazu André Brouilleta Une leçon clinique à la Salpêtrière z 1887 roku przedstawiający wykład Charcota w szpitalu Salpêtrière. Studentem podtrzymującym „histeryczkę” jest Babiński

Józef Julian Franciszek Feliks Babiński, fr. Joseph Jules François Félix Babinski (ur. 17 listopada 1857 w Paryżu, zm. 29 października 1932 tamże) – francuski lekarz polskiego pochodzenia, neurolog, pionier neurochirurgii. Jego prace z zakresu fizjologii układu nerwowego oraz neuropatologii miały przełomowe znaczenie dla rozwoju neurologii. Odkrywca jednego z najważniejszych objawów neurologicznych, świadczącego o uszkodzeniu drogi piramidowej, który na jego cześć został nazwany objawem Babińskiego. Opisał anosognozję. W 1914, 1924, 1928 i 1932 nominowany do Nagrody Nobla w dziedzinie fizjologii i medycyny.

## Życiorys
Urodził się jako syn polskich emigrantów, którzy trafili do Francji w 1848: Aleksandra Babińskiego (1823/1824–1899) i Henryki z Warenów (1819–1897). Miał brata Henryka (1855–1931).
Uczęszczał do polskiej szkoły średniej w Batignolles w Paryżu, w 1879 ukończył studia na Wydziale Lekarskim Uniwersytetu Paryskiego. Po studiach jako intern (interne des hôpitaux de Paris) uczył się anatomopatologii (u André-Victora Cornila), fizjologii, histologii, interny (u Jules’a Bucquoya) i neurologii (u Alfreda Vulpiana). W tym czasie zaprzyjaźnił się z innymi internami: Darierem, Guignardem, Suchardem i Vaquezem.
Doktorem medycyny został w 1885 po przedstawieniu pracy poświęconej związkom anatomiczno-klinicznym w stwardnieniu rozsianym. W tym samym roku Józef i jego brat zmienili zapis imion na francusko brzmiące: Joseph i Henri. Rodzina Babińskich przeniosła się też na Rue Bonaparte w 6. dzielnicy.
W 1884 zwolniło się stanowisko pierwszego asystenta (chef de clinique) we Szpitalu Pitié-Salpêtrière, w tym samym czasie rozstrzygano konkurs o złoty medal dla najlepszego interna paryskich szpitali. Jean-Martin Charcot przystał na propozycję Joffroya, by z dwóch starających się o stanowisko kandydatów (Babińskiego i Richardiera) przyjąć tego, który nie zdobędzie złotego medalu. Ponieważ złoty medal przyznano Richardierowi, Babiński został w 1885 asystentem Charcota.
W 1890 zdał egzamin konkursowy na stopień ordynatora szpitali paryskich (médecin des hôpitaux de Paris). Z powodu intryg innych asystentów zmarłego w 1893 Charcota (m.in. Charlesa-Josepha Boucharda) nie udało mu się zrobić dalszej kariery w środowisku akademickim.
W 1894 został ordynatorem małego oddziału w szpitalu w Porte d’Aubervilliers. Rok później został ordynatorem szpitala de la Pitié (Hôpital de la Pitié) w Paryżu, na którym to stanowisku pozostał do 1922. 31 grudnia tego roku osiągnął wiek, w którym na mocy wówczas obowiązujących przepisów musiał zaprzestać praktyki. Jednak dzięki pomocy przyjaciela, Henri Vaqueza, miał możliwość praktyki prywatnej przez kilka następnych lat.
W 1887 został członkiem Paryskiego Towarzystwa Biologicznego. Od 1914 członek francuskiej Akademii Medycyny. Współzałożyciel (w 1899) Francuskiego Towarzystwa Neurologicznego, od 1907 jego przewodniczący. W 1924 został członkiem honorowym American Neurological Association i w 1925, Royal Society of Medicine.
W 1925 został profesorem honorowym Uniwersytetu Wileńskiego.
W ostatnich latach życia cierpiał, podobnie jak jego ojciec, na chorobę Parkinsona. Zmarł 29 października 1932 w Paryżu. Został pochowany w grobie rodzinnym na Cmentarzu Les Champeaux w Montmorency. 
W Warszawskim Towarzystwie Lekarskim odbyła się 13 grudnia 1932 akademia z laudacją ku czci Babińskiego. 
Biografię Babińskiego napisał w 1965 Eufemiusz Herman. Szkicowi biograficznemu towarzyszyły przetłumaczone na polski jego najważniejsze prace. W 2008 Oxford University Press wydało biografię w języku angielskim, autorstwa Jacques'a Philippona i Jacques'a Poiriera.

## Dorobek naukowy
Babiński był autorem około 300 prac.
Jego nazwisko wiązane jest do dziś przede wszystkim z nazwą objawu Babińskiego. Praca opisująca ten objaw wpłynęła do Paryskiego Towarzystwa Biologicznego 22 lutego 1896. W zaledwie dwudziestu kilku wierszach Babiński przedstawił sposób wywołania objawu i jego potencjalne znaczenie dla neurologii. Kolejną pracę na ten temat opublikował w 1903.
Szereg prac poświęcił objawom móżdżkowym. Szczególną uwagę poświęcił kwestii różnicowania zaburzeń móżdżkowych i przedsionkowych, a także niezborności móżdżkowej od obwodowej i rdzeniowej. Stosował prąd galwaniczny do potwierdzenia jednostronnego uszkodzenia błędnika.
Zajmował się symptomatologią neurosyfilisu. W 1899 uznał objaw braku reakcji źrenic na światło za patognomoniczny dla kiły układu nerwowego, opisał też zespół zaburzeń odruchu źrenicznego i zmian w aorcie, przez Vaqueza nazywany zespołem Babińskiego. Babiński propagował leczenie przeciwkiłowe wiądu rdzenia jeszcze przed potwierdzeniem kiłowej etiologii wiądu przez Noguchiego.
Ponadto, w piśmiennictwie funkcjonuje szereg mniej lub bardziej zapomnianych określeń upamiętniających wkład Babińskiego w naukę:
- zespół Antona-Babińskiego, lepiej znany jako zespół Antona[9],
- metoda Babińskiego wywoływania odruchu z mięśnia brzuchatego łydki,
- zespół Babińskiego – skojarzenie patologii mięśnia sercowego i aorty w kile III-rzędowej[10][11],
- próba Babińskiego-Weilla,
- zespół Babińskiego-Fröhlicha. Zespół opisał Babiński na rok przed Fröhlichem, niezależnie od Pechkranca (Herman postulował nazwę zespołu Pechkranca-Babińskiego-Fröhlicha)[12],
- zespół Babińskiego-Fromenta[13][14],
- zespół Babińskiego-Nageotte’a, opisany przez Babińskiego i przedstawiony na kolejnych posiedzeniach Paryskiego Towarzystwa Neurologicznego w latach 1905–1906. Prace opublikował wspólnie z anatomem Jeanem Nageottem.

## Wybrane prace
- Étude anatomique et clinique sur la sclérose en plaques. Paris, 1885.
- Babinski, Froment. Hystérie-pithiatisme et troubles nerveux d'ordre réflexe en neurologie de guerre. Paris, 1917.
- Babinski J, Onanoff J. Myopathie progressive primitive. Sur la corrélation qui existe entre la prédisposition de certains muscles à la myopathie et la rapidité de leur développement (Travail du laboratoire de M. le Prof. Charcot à la Salpêtrière). „Comptes-rendus hebdomadaires des Séances et Mémoires de la Société de Biologie” Série VIII, 5, s. 145–151 (1888).
- Oeuvre scientifique: recueil des principaux travaux. Publié par les soins de Barré, Chaillous, Charpentier, et al. Paris, Masson, 1934.
- Du phénomène des orteils et de sa valeur sémiologique. Semaine Médicale. 1898; 18: 321-322.
- De l’abduction des orteils. Revue Neurologique 11, ss. 728-729 (1903).
- De l’abduction des orteils (signe de d’éventail). Revue Neurologique. 1903; 11: 1205-1206.
- Tumeur du corps pituitaire sans acromégalie et avec arrêt de développement des organes génitaux. Revue Neurologique 8, ss. 531-535 (1900).

## Upamiętnienie
Jego imieniem zostały nazwane placówki medyczne i szpitale, m.in.:
- Szpital Kliniczny im. dr. Józefa Babińskiego w Krakowie,
- Wojewódzki Szpital im. Józefa Babińskiego we Wrocławiu,
- Szpital im. Józefa Babińskiego w Łodzi.

Jest także patronem ulicy w Krakowie w Dzielnicy VIII Dębniki.